# Denis Hayes
Denis Allen Hayes (Wisconsin, 29 de agosto de 1944) es un activista medioambiental estadounidense, reconocido principalmente por haber sido el coordinador nacional del primer Día de la Tierra, en 1970.

## Biografía
Hayes fundó la Red del Día de la Tierra y la extendió a más de 180 países. Durante la administración Carter, se convirtió en director del Instituto de Investigación de la Energía Solar (ahora conocido como Laboratorio Nacional de Energías Renovables), pero dejó este puesto cuando la administración Reagan recortó la financiación del programa.
En 1992, Hayes se convirtió en presidente de la Fundación Bullitt en Washington y sigue siendo un líder en política medioambiental y energética. En 2015 fue becario de la Academia Robert Bosch para escribir un libro sobre energía solar. También es autor de Cowed: The Hidden Impact of 93 Million Cows on America's Health, Economy, Politics, Culture, and Environment y de Rays of Hope.
Hayes recibió la medalla nacional en los Premios Jefferson por su destacado servicio público, así como muchos otros galardones relacionados con su activismo medioambiental. La revista Time lo nombró «Héroe por el Planeta» en 1999.